# Nachal Migdalit
Nachal Migdalit (hebrejsky נחל מגדלית) je vádí v severní části Negevské pouště, v jižním Izraeli.
Začíná v nadmořské výšce necelých 400 metrů severovýchodně od vesnice Dvira poblíž lesního komplexu Ja'ar Dvira. Směřuje pak k severozápadu zvlněnou a neosídlenou pouštní krajinou. Východně od vesnice Bejt Kama ústí u železniční trati Tel Aviv-Beerševa zprava do toku Nachal Šikma.